# Ollie Watkins
Oliver George Arthur ("Ollie") Watkins (Newton Abbot, 30 december 1995) is een Engels voetballer die doorgaans speelt als spits. In september 2020 verruilde hij Brentford voor Aston Villa. Watkins maakte in 2021 zijn debuut in het Engels voetbalelftal.

## Clubcarrière

### Exeter City
Watkins speelde in de jeugdopleiding van Exeter City. Deze doorliep hij en hij brak ook door bij die club. Na drie gespeelde wedstrijden in het eerste elftal werd hij in december 2014 voor de rest van het seizoen 2014/15 verhuurd aan Weston-super-Mare. Voor deze club speelde hij vierentwintig competitiewedstrijden, waarin hij tienmaal doel trof. Na zijn terugkeer bij Exeter speelde hij zich langzaamaan in het elftal en in de twee seizoenen die hij nog speelde kwam hij tot drieëntwintig doelpunten in de League Two. In totaal speelde Watkins 78 wedstrijden voor Exeter, waarin hij goed was voor 26 doelpunten en 17 assists.

### Brentford
In de zomer van 2017 maakte de vleugelspeler de overstap naar Brentford. Hij tekende een verbintenis voor vier seizoenen met een optie op een jaargang extra. Op 5 augustus 2017 maakte hij zijn debuut in het Championship. Op die dag werd met 1–0 verloren van Sheffield United door een doelpunt van Billy Sharp. Watkins begon aan dit duel als wisselspeler en hij kwam na negenenvijftig minuten spelen binnen de lijnen voor Florian Jozefzoon. Zijn eerste doelpunt voor Brentford volgde tien dagen later, op 15 augustus 2017, tijdens een gelijkspel tegen Bristol City (2–2). Na een treffer van Josh Brownhill zette Watkins zijn ploeg elf minuten na rust op een gelijke stand. Via Neal Maupay kwam Brentford voor en in de achtste minuut van de blessuretijd schoot Bobby Reid de beslissende gelijkmaker binnen. Watkins kwam in zijn eerste twee seizoenen telkens tot tien competitietreffers. In zijn derde jaar bij Brentford werd hij met vijfentwintig competitiedoelpunten tweede op de topscorerslijst achter Aleksandar Mitrović, die er één meer maakte. Hij speelde vijftig wedstrijden dat seizoen, waarmee hij uitkwam op 143 wedstrijden voor Brentford, met daarin 49 goals en 17 assists.

### Aston Villa
Watkins maakte in september 2020 voor een bedrag van circa dertig miljoen euro de overstap naar Aston Villa, waar hij zijn handtekening zette onder een verbintenis voor de duur van vijf seizoenen. Met zijn transfer werd hij de duurste inkomende transfer ooit van Aston Villa. Hij maakte op 21 september zijn debuut tegen Sheffield United. In zijn derde wedstrijd voor Aston Villa won de ploeg met 7–2 van Liverpool en was Watkins goed voor een hattrick en een assist. Een maand later maakte hij twee doelpunten toen met 0–3 gewonnen werd van Arsenal. In zijn eerste drie seizoenen maakte hij telkens meer dan elf competitiedoelpunten per jaargang. In oktober 2023 werd zijn contract opengebroken en met drie seizoenen verlengd, tot medio 2028. Dat seizoen beleefde hij qua doelpunten zijn beste seizoen uit zijn carrière. In 53 wedstrijden in alle competities was hij goed voor 27 goals en 13 assists.

## Clubstatistieken
| Seizoen | Club                | Competitie       | Competitie | Competitie | Beker | Beker | Internationaal | Internationaal | Totaal | Totaal |
| Seizoen | Club                | Competitie       | Wed.       | Dlp.       | Wed.  | Dlp.  | Wed.           | Dlp.           | Wed.   | Dlp.   |
| ------- | ------------------- | ---------------- | ---------- | ---------- | ----- | ----- | -------------- | -------------- | ------ | ------ |
| 2013/14 | Exeter City         | League Two       | 1          | 0          | 0     | 0     | —              | —              | 1      | 0      |
| 2014/15 | Exeter City         | League Two       | 2          | 0          | 1     | 1     | —              | —              | 3      | 1      |
| 2014/15 | → Weston-super-Mare | Conference South | 24         | 10         | 1     | 0     | —              | —              | 25     | 10     |
| 2015/16 | Exeter City         | League Two       | 20         | 8          | 2     | 1     | —              | —              | 22     | 9      |
| 2016/17 | Exeter City         | League Two       | 48         | 15         | 4     | 1     | —              | —              | 52     | 16     |
| 2017/18 | Brentford           | Championship     | 45         | 10         | 3     | 1     | —              | —              | 48     | 11     |
| 2018/19 | Brentford           | Championship     | 41         | 10         | 4     | 2     | —              | —              | 45     | 12     |
| 2019/20 | Brentford           | Championship     | 49         | 26         | 1     | 0     | —              | —              | 50     | 26     |
| 2020/21 | Aston Villa         | Premier League   | 37         | 14         | 3     | 2     | —              | —              | 40     | 16     |
| 2021/22 | Aston Villa         | Premier League   | 35         | 11         | 1     | 0     | —              | —              | 36     | 11     |
| 2022/23 | Aston Villa         | Premier League   | 37         | 15         | 3     | 1     | —              | —              | 40     | 16     |
| 2023/24 | Aston Villa         | Premier League   | 37         | 19         | 4     | 0     | 12             | 8              | 53     | 27     |
| 2024/25 | Aston Villa         | Premier League   | 17         | 7          | 0     | 0     | 6              | 0              | 23     | 7      |
| Totaal  | Totaal              | Totaal           | 393        | 145        | 27    | 9     | 18             | 8              | 438    | 162    |

Bijgewerkt op 26 december 2024.

## Interlandcarrière
Watkins maakte zijn debuut in het Engels voetbalelftal op 25 maart 2021, toen een kwalificatiewedstrijd voor het WK 2022 gespeeld werd tegen San Marino. Watkins moest van bondscoach Gareth Southgate op de reservebank beginnen. Hij zag James Ward-Prowse de score openen en Engeland de voorsprong uitbouwen via treffers van Dominic Calvert-Lewin en Raheem Sterling. Calvert-Lewin maakte daarna zijn tweede doelpunt van het duel, voor vervangen te worden door Watkins. Die scoorde zeven minuten voor tijd en besliste de uitslag op 5–0. Watkins werd in mei 2021 door Southgate opgenomen in de voorselectie van Engeland voor het uitgestelde EK 2020. De aanvaller behoorde tot een van de zeven afvallers voor de definieve selectie.
In mei 2024 werd Watkins door Southgate opgenomen in de voorselectie voor het EK 2024 in Duitsland. Hij werd vervolgens op 6 juni 2024 opgenomen in de definitieve selectie. Engeland werd eerste in de groepsfase na een overwinning op Servië (0–1) en gelijke spelen tegen Denemarken (1–1) en Slovenië (0–0) en schakelde daarna achtereenvolgens Slowakije (2–1, na verlenging), Zwitserland (1–1, 5–3 na strafschoppen) en Nederland (1–2) uit om de finale te bereiken. Deze werd met 2–1 verloren van Spanje. Watkins kwam op het toernooi in drie wedstrijden als invaller in actie. In de halve finale tegen Nederland maakte hij het winnende doelpunt in de negentigste minuut, waarna hij werd benoemd tot Speler van de Wedstrijd. Zijn toenmalige clubgenoten John McGinn (Schotland), Ezri Konsa (eveneens Engeland) en Youri Tielemans (België) waren ook actief op het EK.
| Interlands van Ollie Watkins voor Engeland | Interlands van Ollie Watkins voor Engeland | Interlands van Ollie Watkins voor Engeland | Interlands van Ollie Watkins voor Engeland | Interlands van Ollie Watkins voor Engeland | Interlands van Ollie Watkins voor Engeland | Interlands van Ollie Watkins voor Engeland |
| №                                          | Datum                                      | Wedstrijd                                  | Uitslag                                    | Competitie                                 | Goals                                      |                                            |
| Als speler bij Aston Villa                 | Als speler bij Aston Villa                 | Als speler bij Aston Villa                 | Als speler bij Aston Villa                 | Als speler bij Aston Villa                 | Als speler bij Aston Villa                 | Als speler bij Aston Villa                 |
| ------------------------------------------ | ------------------------------------------ | ------------------------------------------ | ------------------------------------------ | ------------------------------------------ | ------------------------------------------ | ------------------------------------------ |
| 1                                          | 25 maart 2021                              | Engeland – San Marino                      | 5 – 0                                      | WK 2022 kwalificatie                       | 83'                                        |                                            |
| 2                                          | 2 juni 2021                                | Engeland – Oostenrijk                      | 1 – 0                                      | Vriendschappelijk                          |                                            |                                            |
| 3                                          | 6 juni 2021                                | Engeland – Roemenië                        | 1 – 0                                      | Vriendschappelijk                          |                                            |                                            |
| 4                                          | 9 oktober 2021                             | Andorra – Engeland                         | 0 – 5                                      | WK 2022 kwalificatie                       |                                            |                                            |
| 5                                          | 12 oktober 2021                            | Engeland – Hongarije                       | 1 – 1                                      | WK 2022 kwalificatie                       |                                            |                                            |
| 6                                          | 26 maart 2022                              | Engeland – Zwitserland                     | 2 – 1                                      | Vriendschappelijk                          |                                            |                                            |
| 7                                          | 29 maart 2022                              | Engeland – Ivoorkust                       | 3 – 0                                      | Vriendschappelijk                          | 30'                                        |                                            |
| 8                                          | 13 oktober 2023                            | Engeland – Australië                       | 1 – 0                                      | Vriendschappelijk                          | 57'                                        |                                            |
| 9                                          | 20 november 2023                           | Noord-Macedonië – Engeland                 | 1 – 1                                      | EK 2024 kwalificatie                       |                                            |                                            |
| 10                                         | 23 maart 2024                              | Engeland – Brazilië                        | 0 – 1                                      | Vriendschappelijk                          |                                            |                                            |
| 11                                         | 26 maart 2024                              | Engeland – België                          | 2 – 2                                      | Vriendschappelijk                          |                                            |                                            |
| 12                                         | 3 juni 2024                                | Engeland – Bosnië en Herzegovina           | 3 – 0                                      | Vriendschappelijk                          |                                            |                                            |
| 13                                         | 20 juni 2024                               | Denemarken – Engeland                      | 1 – 1                                      | EK 2024                                    |                                            |                                            |
| 14                                         | 10 juli 2024                               | Nederland – Engeland                       | 1 – 2                                      | EK 2024                                    | 90'                                        |                                            |
| 15                                         | 14 juli 2024                               | Spanje – Engeland                          | 2 – 1                                      | EK 2024                                    |                                            |                                            |
| 16                                         | 10 oktober 2024                            | Engeland – Griekenland                     | 1 – 2                                      | Nations League 2024/25                     |                                            |                                            |
| 17                                         | 13 oktober 2024                            | Finland – Engeland                         | 1 – 3                                      | Nations League 2024/25                     |                                            |                                            |
| 18                                         | 14 november 2024                           | Griekenland – Engeland                     | 0 – 3                                      | Nations League 2024/25                     | 7'                                         |                                            |

Bijgewerkt op 26 december 2024.

## Privé
Watkins verloofde zich in juli 2024.